# Richard Seaman

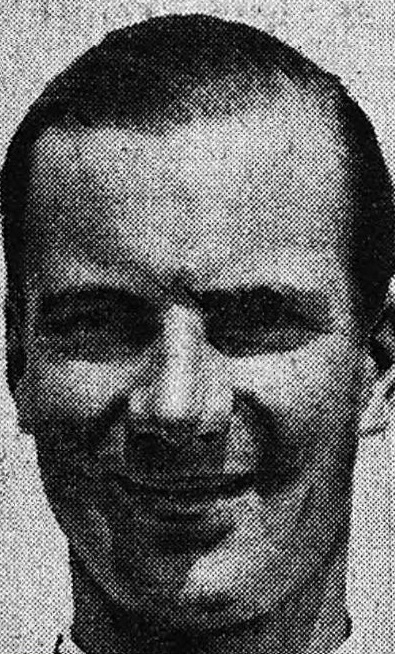
Richard Seaman (1939)

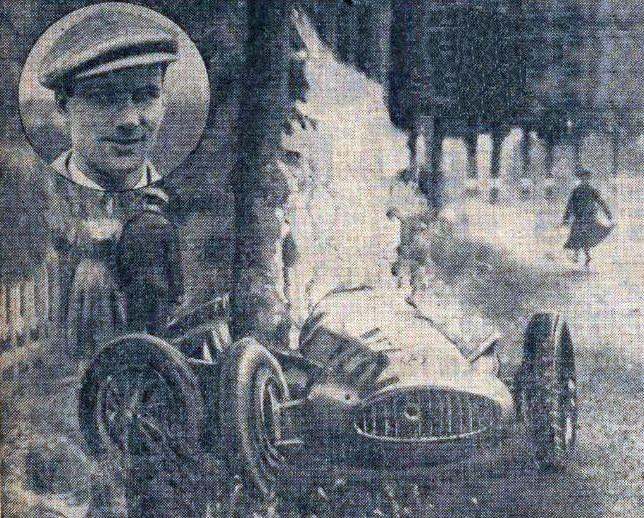
Richard Seamans Unfall beim Großen Preis von Belgien 1939

Richard John Beattie „Dick“ Seaman (* 4. Februar 1913 in Chichester; † 25. Juni 1939 in Spa, Belgien) war ein britischer Automobilrennfahrer, der von 1937 bis 1939 für Mercedes-Benz fuhr.

## Leben
1913 als Sohn wohlhabender Eltern geboren, war Richard Seaman schon in seiner Kindheit von Autos begeistert. 1934 brach er seine Ausbildung in Cambridge ab, um Rennfahrer zu werden. Mit seinem neu erworbenen Wagen der Marke MG ging er aufs europäische Festland, um die ersten Rennen zu bestreiten. Seaman gewann auf Anhieb das Voiturette-Rennen in Bremgarten. Mit einem ERA siegte er bei weiteren kleinen Rennen. Als Copilot von Hans Ruesch belegte er 1936 beim Großen Preis von Donington den ersten Platz. Schließlich wurde Mercedes-Rennleiter Alfred Neubauer auf ihn aufmerksam und lud ihn zu Testfahrten auf den Nürburgring ein.
Richard Seaman unterzeichnete einen Vertrag mit Mercedes für 1937, gegen den Willen seiner Mutter, die ihren Sohn nicht für ein Team der Nationalsozialisten fahren sehen wollte. Die Saison 1937 war für Seaman solide, aber nicht überragend, seine beste Saison war 1938, in der er den Großen Preis von Deutschland gewann und in der Schweiz in Bremgarten Zweiter hinter seinem Teamkollegen Rudolf Caracciola wurde. Im Dezember 1938 heiratete er Erica Popp, Tochter des BMW-Direktors Franz Josef Popp. Seine Mutter blieb der Trauung demonstrativ fern.
Die Saison 1939 begann unglücklich. In Pau durfte Seaman nicht starten, beim Eifelrennen schied er aus. Der Große Preis von Belgien schien die Wende zu bringen. Im strömenden Regen von Spa-Francorchamps führte er überlegen, als er mit seinem Mercedes-Benz W 154 von der Strecke abkam und gegen einen Baum prallte. Sein Wagen fing Feuer, Seaman war bewusstlos. Als er befreit wurde, war es zu spät. Am Abend erlag Richard Seaman seinen schweren Verletzungen.
Der wohl beste britische Fahrer der Zwischenkriegszeit blieb Mercedes’ einziger Todesfall während der Silberpfeil-Ära 1934 bis 1939.
Richard Seaman wurde auf dem Putney Vale Cemetery in London beigesetzt.

## Statistik

### Vorkriegs-Grand-Prix-Ergebnisse
| Saison | 1     | 2   | 3   | 4   | 5 | Punkte | Position |
| ------ | ----- | --- | --- | --- | - | ------ | -------- |
| 1936   |       |     |     |     |   | 31     | 28.      |
| 1936   | 8 1   |     |     |     |   | 31     | 28.      |
| 1937   |       |     |     |     |   | 34     | 15.      |
| 1937   |       | DNF | DNS |     | 4 | 34     | 15.      |
| 1938   |       |     |     |     |   | 18     | 4.       |
| 1938   |       | 1   | 2   | DNF |   | 18     | 4.       |
| 1939   |       |     |     |     |   | 29     | 25.      |
| 1939   | DNF 2 |     |     |     |   | 29     | 25.      |

| Legende  | Legende                                                                   | Legende                                                                   |           |
| Farbe    | Bedeutung                                                                 | Bedeutung                                                                 | EM-Punkte |
| -------- | ------------------------------------------------------------------------- | ------------------------------------------------------------------------- | --------- |
| Gold     | Sieg                                                                      | Sieg                                                                      | 1         |
| Silber   | 2. Platz                                                                  | 2. Platz                                                                  | 2         |
| Bronze   | 3. Platz                                                                  | 3. Platz                                                                  | 3         |
| Grün     | Klassifiziert, mehr als 75% der Renndistanz zurückgelegt                  | Klassifiziert, mehr als 75% der Renndistanz zurückgelegt                  | 4         |
| Blau     | nicht punkteberechtigt, zwischen 50% und 75% der Renndistanz zurückgelegt | nicht punkteberechtigt, zwischen 50% und 75% der Renndistanz zurückgelegt | 5         |
| Violett  | nicht punkteberechtigt, zwischen 25% und 50% der Renndistanz zurückgelegt | nicht punkteberechtigt, zwischen 25% und 50% der Renndistanz zurückgelegt | 6         |
| Rot      | nicht punkteberechtigt, weniger als 25% der Renndistanz zurückgelegt      | nicht punkteberechtigt, weniger als 25% der Renndistanz zurückgelegt      | 7         |
| Farbe    | Abkürzung                                                                 | Bedeutung                                                                 | EM-Punkte |
| Schwarz  | DSQ                                                                       | disqualifiziert (disqualified)                                            | 8         |
| Weiß     | DNS                                                                       | nicht gestartet (did not start)                                           | 8         |
| Weiß     | DNA                                                                       | nicht erschienen (did not arrive)                                         | 8         |
| sonstige | P/fett                                                                    | Pole-Position                                                             | 8         |
| sonstige | SR/kursiv                                                                 | Schnellste Rennrunde                                                      | 8         |
| sonstige | DNF                                                                       | Rennen nicht beendet (did not finish)                                     | 8         |